# Vranac

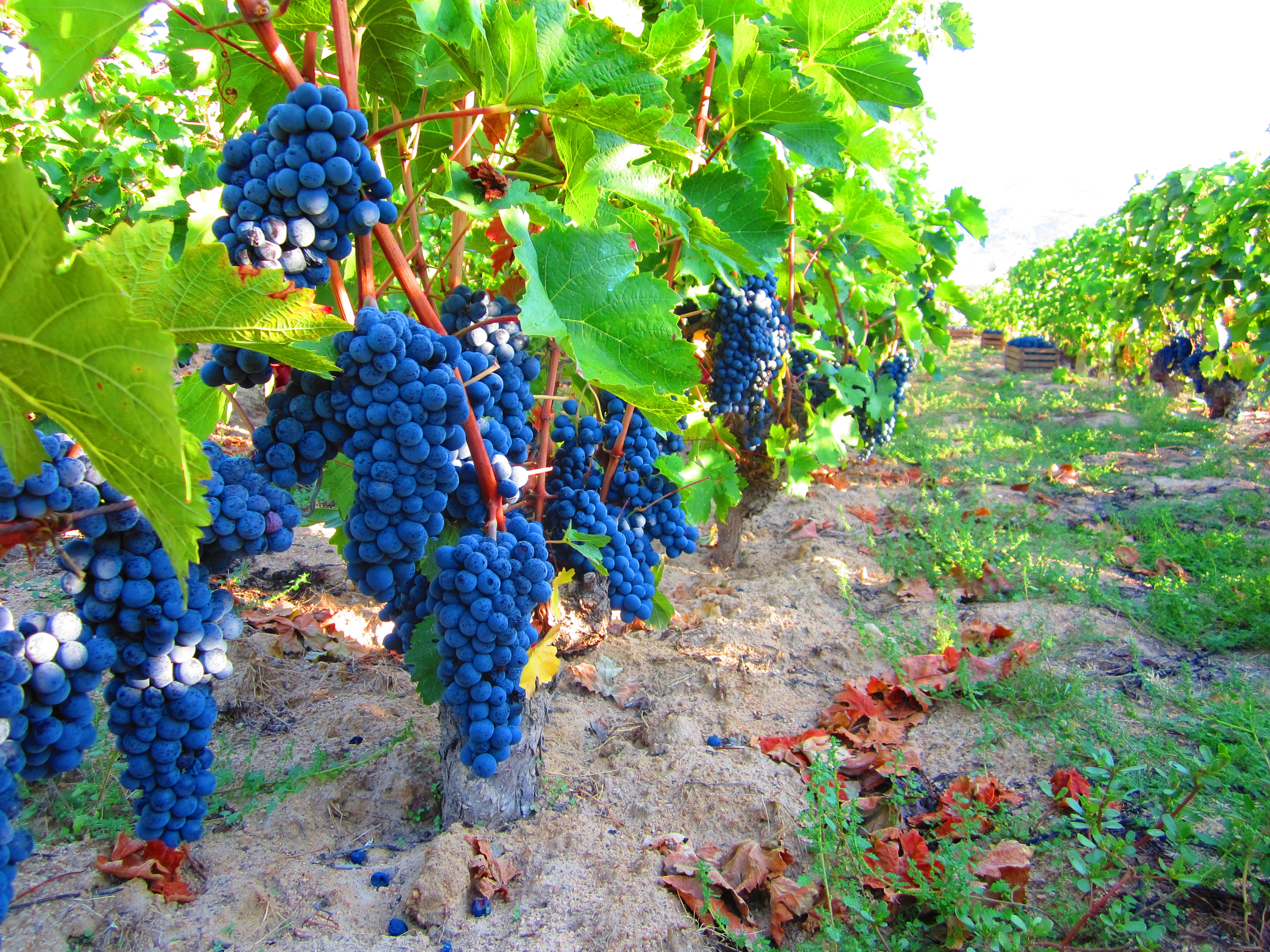
Hrozny vínové odrůdy Vranac

Vranac je autochtonní černohorská moštová odrůda a značka vína. Je chráněna jako duševní vlastnictví Černé Hory včetně zeměpisného označení původu od roku 1977. Je rovněž pěstována v sousedních zemích, jako jsou Severní Makedonie a Srbsko, ale pod jiným názvem.
Vranac je považován za nejdůležitější odrůdu hroznů v Černé Hoře a jednu z nejdůležitějších v Severní Makedonii. Protože se jedná o místní specialitu s omezenou geografickou lokalizací, vytváří toto suché červené víno jedinečné chuti symbol, který je synonymem pro Balkán. Bobule vranacu jsou velké, hluboce tmavé barvy. Pěstuje se na středně intenzivních a velmi produktivních vinicích. Ovoce se sklízí ručně. V závislosti na oblasti může sklizeň začít v polovině září a pokračovat až do října.
Slovo Vranac znamená silný černý kůň (černý hřebec), a víno z této odrůdy hroznů je spojeno se silou a úspěchem. V Severní Makedonii je označen jako Vranec, což znamená havran.
Mladá vína Vranac mají světle fialový odstín a tóny plné červených bobulí a džemů. Jeho množství taninu zajišťuje ostrou a bohatou chuť se střední až vysokou úrovní kyselosti. Po roce či dvou stárnutí se fialová vyvíjí do intenzivní tmavě rubínové barvy a vůně se vyvíjí ve více komplexní aroma, které může obsahovat náznaky skořice, čokolády, lékořice, květů, černých plodů, bylin a dokonce i stromů, například dubů. Chuť je jemná, kulatá a plná, ztrácí ostrost a rozvíjí delší a hladší závěr.